# Charleville-Mézières
Charleville-Mézières este un oraș în nordul Franței, prefectura departamentului Ardennes în regiunea Grand Est, pe cursul fluviului Meuse. Orașul a fost creat în 1966 prin gruparea a 6 comune și are populație de 58.000 locuitori. Acesta este orașul natal al poetului Arthur Rimbaud. 